# Cantone di Lunéville-Sud
Il Cantone di Lunéville-Sud era una divisione amministrativa dell'arrondissement di Lunéville.
È stato soppresso a seguito della riforma complessiva dei cantoni del 2014, che è entrata in vigore con le elezioni dipartimentali del 2015.
Comprendeva parte della città di Lunéville e i comuni di:
- Bénaménil
- Chanteheux
- Chenevières
- Crion
- Croismare
- Hénaménil
- Hériménil
- Jolivet
- Laneuveville-aux-Bois
- Laronxe
- Manonviller
- Marainviller
- Moncel-lès-Lunéville
- Saint-Clément
- Sionviller
- Thiébauménil